# フェディンスキー (小惑星)
フェディンスキー (1984 Fedynskij) は小惑星帯の小惑星。
1926年10月、ソビエト連邦の天文学者セルゲイ・ベリャフスキーがクリミア半島のシメイズ天文台で発見した。

## 名称
ソ連の地球物理学者・隕石学者であったフセヴォロード・フェディンスキー（Vsevolod Vladimirovich Fedynskij, 1908年 - 1978年）をしのんで名付けられた。フェディンスキーはソビエト科学アカデミー天文委員会副委員長、国際天文学連合（IAU）第22委員会委員長、全連邦天文測地協会副会長など、学界の要職を務めた。
この命名は1980年6月の小惑星回報で公表された。なおこれと同時に、シメイズ天文台で発見された小惑星に対して、ソ連の物故した天文学者に因んだ (1783) アルビツキー、(1954) クカーキン、(1987) カプラン、(2108) オットー・シュミット、(2126) ゲラシモヴィッチ の命名が行われている。